# Martin Kupka
Martin Kupka (* 28. října 1975 Jilemnice) je český politik, od prosince 2021 ministr dopravy ČR ve vládě Petra Fialy, od ledna 2014 místopředseda ODS, v letech 2016 až 2022 zastupitel Středočeského kraje (v letech 2016 až 2017 také náměstek hejtmanky a v letech 2020 až 2022 pak 1. náměstek hejtmanky), v letech 2010 až 2021 starosta obce Líbeznice. Po přezkoumání výsledků sněmovních voleb 2017 Nejvyšším správním soudem byl prohlášen zvoleným poslancem namísto Petra Bendla, ve sněmovních volbách v roce 2021 byl znovu zvolen poslancem.

## Studium a mediální kariéra
Absolvoval gymnázium v Jilemnici a poté vystudoval žurnalistiku a masovou komunikaci na Fakultě sociálních věd Univerzity Karlovy (1994–2001). Je ženatý a má dvě děti. Vedle poslechu klasické hudby tráví volný čas také v přírodě, na kole nebo na lyžích. Zajímal se o klasickou hudbu a již za studií pořádal v rodné Jilemnici pod hlavičkou Hudební mládeže Zimní hudební festival. Oblasti klasické hudby se věnoval i v médiích, byl moderátorem rádia Classic FM a Českého rozhlasu (stanice Praha a Vltava).
Od roku 2001 se přesunul do oblasti public relations. Stal se tiskovým mluvčím Magistrátu hlavního města Prahy (2001–2002, primátoři Jan Kasl a Igor Němec), později působil jako tiskový mluvčí nebo vedoucí tiskových odborů či mediálních sekcí Středočeského kraje (2003–2008, hejtman Petr Bendl), ministerstva dopravy (2009, ministr Petr Bendl) a Občanské demokratické strany (předvolební období 2009–2010). Jako mluvčí vedl i krizovou komunikaci při záplavách v Praze v roce 2002 a záplavách ve Středních Čechách v roce 2006. V roce 2010 se stal mluvčím vlády České republiky (při vládě Petra Nečase), kterým ale zůstal jen do zvolení členem zastupitelstva Líbeznic. Byl čtyřikrát vyhlášen tiskovým mluvčím roku, třikrát v kategorii veřejná správa (2006 až 2008), jednou v kategorii státní orgány (2009).
Působí též jako mediální poradce, jeho služby využíval kupř. primátor Prahy Bohuslav Svoboda. Na Fakultě sociálních věd UK od roku 2007 vyučuje o problematice komunikace s médii a kultuře mluveného projevu.

## Politická kariéra

### Starosta Líbeznic (od roku 2010)
Členem ODS se stal v roce 2008 a už o dva roky později byl jako trojka na její kandidátní listině zvolen s druhým nejvyšším počtem preferenčních hlasů do zastupitelstva obce Líbeznice. ODS a sdružení Bezpečné Líbeznice získaly přesvědčivou většinu 13 z 15 křesel v zastupitelstvu a shodly se na jeho nominaci na funkci starosty. Starostou pak byl zvolen v polovině listopadu 2010. 
Z jeho působení ve funkci starosty nad rámec obce přesahovalo především jeho veřejné vystupování proti rozšíření letiště ve Vodochodech, které by podle něj znamenalo zvýšení zátěže hlukem zejména v líbeznických školách. Stal se jedním z oficiálních mluvčích iniciativy Stop letišti Vodochody. Když v říjnu 2011 rada Středočeského kraje schválila záměr letiště rozšířit navzdory protestům obcí i nesouhlasu krajského výboru pro životní prostředí a zemědělství, označil to Kupka za podraz a pohrdání obcemi i odborníky. Ostře kritizoval také vydaný posudek EIA o dopadech případného rozšíření na životní prostředí s tím, že se jeho autor v mnoha bodech vůbec nevyrovnal s připomínkami postižených obcí. Mezitím ale rada Středočeského kraje svůj postoj k rozšíření letiště přehodnotila a v červenci 2013 vedení kraje vydalo k záměru negativní stanovisko, což Kupka jménem iniciativy uvítal.
Kupka rovněž po zvolení usiloval o urychlené dokončení obchvatu Líbeznic, když byl ale v červenci 2011 obchvat otevřen, připustil, že problémy s dopravou přetrvávají, protože řidiči nadále často ze zvyku jezdí středem obce. Další etapa řešení zahrnovala úpravu hlavní komunikace tak, aby se stala spíš klidovou zónou obklopenou parkem.
Hned v únoru 2011 se dostal do ostrého názorového sporu se středočeským hejtmanem za ČSSD Davidem Rathem ohledně rozhodnutí vedení kraje zrušit autobusové spoje ve prospěch žákovského jízdného zdarma. Kupka k tomu řekl: „Pro mnoho mladých rodin hraje při volbě nového místa pro život významnou roli hlavně dobrá dopravní obslužnost, a ne bezplatné žákovské jízdné.“ Vyslovil se zdrženlivě k návrhu TOP 09 a Starostů na změnu rozpočtového určení daní z velkých měst ve prospěch menších, jelikož podle něj kupř. ohrožoval možnosti Prahy zajišťovat dopravní systém pro okolí. Podle článku webzinu 5 plus 2 ze září 2013 byli s Kupkovým působením v roli starosty občané Líbeznic spokojeni a popisovali ho jako „slušného, poctivého a pracovitého člověka“.

### Kandidatura v dalších volbách
Přestože v roce 2012 média spekulovala dokonce o tom, že by mohl v roli jedničky ODS kandidovat na post středočeského hejtmana v krajských volbách, nakonec se na kandidátní listinu vůbec nedostal. Připustil tehdy, že za tím mohly být i jeho spory s tehdejším šéfem ODS na Praze-východ Petrem Tluchořem.
Po vypsání předčasných parlamentních voleb v roce 2013 se objevil na sedmém místě středočeské kandidátky ODS. Jako důvod označil mj. hrozící riziko nastolení direktivního státu, za případný cíl si dal bojovat za zlepšení a zjednodušení zákonů, se kterými musel v místní samosprávě zápolit. Při sestavování krajské kandidátky byl dokonce navržen jako jedna z možných krajských jedniček, tuto nabídku ale odmítl.
V komunálních volbách v roce 2014 obhájil pozici zastupitele obce Líbeznice, když vedl kandidátku ODS. Vzhledem k tomu, že strana volby v obci vyhrála (72,48 % hlasů a 11 mandátů), byl na začátku listopadu 2014 zvolen starostou i pro druhé funkční období.

### Vedení ODS (od roku 2014)
Již předtím byl na 24. kongresu ODS 18. ledna 2014 byl v prvním kole volby zvolen hlasy 291 delegátů místopředsedou strany. V lednu 2016 obhájil na 27. kongresu ODS místopředsednickou funkci, získal 343 hlasů od 463 delegátů (tj. 74 %). Post obhájil i na následujícím 28. kongresu ODS v Ostravě v lednu 2018, 29. kongresu ODS v Praze v lednu 2020, a na 30. kongresu v Praze v dubnu 2022. V dubnu 2024 pak funkci obhájil počtvrté, tentokrát se ziskem 457 hlasů od 528 delegátů, což bylo nejvíce ze všech zvolených místopředsedů.

### Krajský zastupitel a poslanec (od roku 2016)
V krajských volbách v roce 2016 byl lídrem ODS ve Středočeském kraji a stal se krajským zastupitelem. Dne 18. listopadu 2016 byl zvolen náměstkem hejtmanky pro oblast zdravotnictví. Po rozpadu koalice byl ale v říjnu 2017 z funkce odvolán.
Ve volbách do Poslanecké sněmovny PČR v roce 2017 kandidoval za ODS ve Středočeském kraji. Se 4,87 % započítaných preferenčních hlasů nebyl ovšem podle vyhlášených výsledků rozdílem pouhých 104 chybějících hlasů posunut z 31. místa do čela kandidátky a nebyl tedy zvolen poslancem. Z důvodu vlastní zkušenosti s nezapočítanými preferenčními hlasy pro tohoto kandidáta však volič Tomáš Novák podal volební žalobu k Nejvyššímu správnímu soudu, na jejímž základě soud nařídil dosud největší přezkoumání volebních lístků ve své historii. Přepočítány byly preferenční hlasy u kandidátů ODS přibližně v polovině Středočeského kraje, poněvadž se soud důvodně domníval, že mohlo dojít k neplatné volbě některých kandidátů ODS poslanci. Ve veřejném jednání 19. listopadu 2017 soud po přepočítání hlasů rozhodl, že Kupka se stal poslancem namísto Petra Bendla. V Poslanecké sněmovně působil jako místopředseda výboru pro veřejnou správu a regionální rozvoj, spolu se svými stranickými kolegy Jakubem Jandou a Martinem Baxou.

### Další volby
V komunálních volbách v roce 2018 obhájil pozici zastupitele obce Líbeznice, když vedl kandidátku ODS. V listopadu 2018 se stal opět starostou Líbeznice. Funkci zastával do prosince 2021, kdy na ni rezignoval, jelikož se stal ministrem dopravy ČR. Zůstal však členem obecní rady. Ve volbách v roce 2022 obhájil post zastupitele obce. Zůstal i ve funkci radního obce.
V krajských volbách v roce 2020 byl lídrem kandidátky ODS ve Středočeském kraji. Mandát krajského zastupitele se mu podařilo obhájit, získal 13 434 preferenčních hlasů. Dne 16. listopadu 2020 se navíc stal 1. náměstkem hejtmanky pro silniční infrastrukturu. Funkci náměstka a zastupitele zastával do ledna 2022, kdy na ně rezignoval, jelikož se stal ministrem dopravy ČR.
Ve volbách do Poslanecké sněmovny PČR v roce 2021 kandidoval z pozice člena ODS na 3. místě kandidátky koalice SPOLU (tj. ODS, KDU-ČSL a TOP 09) ve Středočeském kraji. Získal přes 30 tisíc preferenčních hlasů, které ho vynesly do čela kandidátky, a mandát tak obhájil.
Ve volbách do Poslanecké sněmovny PČR v roce 2025 je z pozice člena ODS lídrem koalice SPOLU (tj. ODS, KDU-ČSL a TOP 09) ve Středočeském kraji.

### Ministr dopravy
V listopadu 2021 se stal kandidátem ODS na post ministra dopravy ČR ve vznikající vládě Petra Fialy (tj. koalice SPOLU a PirSTAN). V polovině prosince 2021 jej do této funkce prezident ČR Miloš Zeman jmenoval, a to na zámku v Lánech.

#### Kauza železničního tunelu v blízkosti Kupkova domu v Líbeznicích
Na plánované vysokorychlostní trati Praha - Ústí nad Labem poblíž Líbeznic měla trať vést původně po povrchu. Obci se podařilo v letech 2016 až 2019 vyjednat tunelovou variantu. V té době vedl Líbeznice nynější ministr dopravy Martin Kupka. Za působení Kupky ve funkci ministra dopravy se jemu podřízená Správa železnic rozhodla prodloužit tunel z původních 2,7 na 3,2 km. Tunel má chránit Líbeznice především od hluku. Fialova vláda přitom sama razantně rozvolnila hlukové limity, a tak se nabízí otázka, zda by s novými normami byl tunel skutečně potřeba. Loni se objevila i petice za odstoupení od plánů na jeho stavbu právě v souvislosti s revizí hlukových norem. Podle vyjádření Správy železnic stojí 1 km tunelu cca 1,5 mld. Kč, takže celý tunel u Líbeznic bude stát cca 4,8 mld. Kč v cenách roku 2024. Z Katastru nemovitostí je patrné, že Kupka se svojí manželkou vlastní dům na adrese Jana Pavelky č.p. 660, který bude jedním z domů nejblíže plánované trati. Prodloužení tunelu vzbudilo rozruch u řady obcí podél trasy budoucí rychlotrati. Například v Odoleně Vodě požadovali, aby trať vedla také tunelem. „Předložili nám několik variant tunelů. Líbilo se nám to a řekli jsme Správě železnic, že necháme rozhodnout zastupitelstvo. A mezitím nám oznámili, že tunelová varianta není možná,“ popisuje jednání se Správou železnic místostarosta Tomáš Lohniský.

#### Kauza Řídícího výboru Českých drah
Ministr Kupka blokuje nominaci známého protikorupčního aktivisty a ohlašovatele kauzy ROP Severozápad Leo Steinera nominovaného za Ministerstvo pro místní rozvoj (MMR) do Řídícího výboru Českých drah, takže MMR zde nemá svého zástupce, což je v rozporu se zákonem č. 77/2002 Sb.

#### Kauza Úřadu pro přístup k dopravní infrastruktuře
V roce 2017 byl zákonem zřízen Úřad pro přístup k dopravní infrastruktuře, který měl jako na vládě nezávislý regulátor zajišťoval spravedlivý přístup dopravců k drážní dopravní infrastruktuře. České dráhy a.s. se dlouhodobě pokoušely Správě železnic prodat pozemky zhruba na tisícovce lokalit pod kolejemi v železničních stanicích i v jejich blízkosti, ovšem protože si je cenily na 20 miliard korun, zatímco Správa železnic jen na 6 miliard, nedošlo k dohodě. Správa železnic požadovala znalecký posudek vypracovaný vybraným nezávislým znaleckým ústavem. Poté, co České dráhy a.s. vystavily Správě železnic fakturu na zhruba 3 miliardy Kč za užívání těchto pozemků zpětně od roku 2017, Úřad pro přístup k dopravní infrastruktuře dospěl k názoru, že to odporuje evropskému právu a České dráhy z příjmů z pozemků nemohou financovat provoz vlaků, protože pokud by některý z dopravců získal příjmy z železniční infrastruktury, byl by oproti konkurentům zvýhodněn. Proto zákon o dráhách vyžaduje, aby provozování dráhy a drážní dopravy bylo oddělené formou odštěpných závodů, k čemuž doposud nedošlo. Českým drahám za vystavení této faktury udělil úřad maximální možnou pokutu - milion korun. Předseda úřadu Pavel Kodym zaslal Evropské komisi dopis, v němž ji upozornil, že podle odborného názoru jeho úřadu se stát chystá zadluženým Českým drahám formou odkoupení pozemků pro Správu železnic a případně i zpětným doplacením nájemného nezákonně poslat miliardy korun a tím je neoprávněně zvýhodnit oproti ostatním dopravcům, a ptal se Evropské komise, zda má stejný názor. Když se Pavlu Kodymovi blížil konec prvního funkčního období předsedy úřadu, uspěl ve výběrovém řízení na další funkční období a ministr dopravy Martin Kupka poslal vládě návrh na jeho opětovné jmenování s navrženou účinností od 16. února 2023. 15. února 2023 v 8:34 hodin, před jednáním vlády, zavolal ministr Kupka Pavlu Kodymovi s dotazem, zda poslal Evropské komisi zmíněný dopis. Pavel Kodym ministru Kupkovi dopis obratem poskytl a o hodinu později ministr Kupka Pavla Kodyma informoval, že návrh na jeho jmenování do funkce stáhne. O týden později doručil Martin Kupka vládě návrh na zrušení úřadu a převedení jeho působnosti na Úřad pro ochranu hospodářské soutěže ke konci roku 2023. Vláda návrh schválila a řízením úřadu pověřila jeho místopředsedu Miloslava Kotheru. Jako důvod zrušení úřadu ministr uvedl snižování byrokratické zátěže, zjednodušování výkonu a organizace státní správy a úspory na straně státního rozpočtu. Zrušením úřadu ministr zdůvodnil neúčelnost opětovného jmenování Pavla Kodyma do funkce, aby po několika měsíčním výkonu nebylo nutno řešit pracovněprávní nároky vyplývající ze zrušení funkce. Pavel Kodym se o zrušení úřadu dozvěděl z médií. Postup ministra označil za svévolný, stažení návrhu na jmenování za neodůvodněné. Ministr Martin Kupka v rozhovoru pro Seznam Zprávy uvedl, že si Pavel Kodym nejspíše vše dal do špatných souvislostí, že už v době, kdy ministerstvo výběrové řízení na nového předsedu vypisovalo, vedlo souběžně i úvahy o jeho možném zrušení. Kupka odmítl, že by Kodymův dopis do Bruselu přinesl nějaký zásadní zlom. Návrh na zrušení úřadu nakonec ve sněmovně nepodala vláda na návrh ministerstva, ale pouze skupina poslanců v čele s Martinem Kupkou, čímž se vyhnuli meziresortnímu připomínkovému řízení. Tento postup kritizovali právníci antikorupčních hnutí Transparency International a Oživení i poslanec Martin Kolovratník, označovaný jako stínový ministr dopravy za opoziční ANO a také odborová organizace, která nově vznikla v dotčeném úřadu.